# Гурезь-Пудгінка
Гуре́зь-Пу́дгінка (рос. Гурезь-Пудгинка) — річка в Удмуртії (Вавозький район), Росія, ліва притока Яголудки.
Довжина річки становить 6,5 км. Бере початок на північній околиці присілку Гурезь-Пудга, через яке потім і протікає. Впадає до Яголудки на півночі присілку Яголуд. Річка протікає спочатку на південний захід, потім південний схід та на південь. На річці створено ставки, через неї збудовано автомобільні мости.
Над річкою розташовано присілок Велика Гурезь-Пудга.
| Річка | Це незавершена стаття про річку. Ви можете допомогти проєкту, виправивши або дописавши її. |